# Сомалилендский верблюжий корпус
Сомалилендский верблюжий корпус — бывшее воинское формирование британской армии, базировавшееся в Британском Сомали. Существовало с начала XX века по 1944 год.

## Создание протектората в Сомали
В 1884 году Британией был создан протекторат на севере полуострова Сомали, получивший название Британский Сомалиленд. За следующие 13 лет был определены границы между Сомалилендом и колониями других европейских стран.

## История корпуса
Корпус был создан во время восстания в Сомали для противостояния Государству дервишей.
Далее до Второй итало-эфиопской войны и последующей итальянской оккупации Абиссинии в протекторате всё было спокойно. Военный гарнизон постепенно сокращался. Во время Великой депрессии в 1931 году численность верблюжьего корпуса составляла всего 14 британских офицеров, 400 африканских аскари и 150 африканских резервистов. Эти силы были единственными вооружёнными силами для внешней или внутренней обороны Сомалиленда. В 1939 году в корпус входили две верблюжьих роты, в том числе два отряда пони и одна стрелковая рота.

### Состояние корпуса перед боевыми действиями Второй мировой войны
В июле 1939 года верблюжий корпус (всё ещё с численностью 1931 года) был расположен таким образом, что города Буръо и Харгейса были прикрыты конными частями, а перевал Шейх и ущелье Туг-Арган — пехотой, вооружённой пулемётами. В октябре из Южной Родезии было получено ценное подкрепление в виде 17 офицеров и 20 прапорщиков и унтер-офицеров. До 15 мая 1940 года более никаких подкреплений не поступало. Рекомендация, предоставленная военному министерству 15 января 1940 г. о механизации двух рот корпуса не была одобрена до 19 мая того же года. Было очевидно, что корпус не сможет выдержать серьёзной атаки.
В начале 1940 года было решено переправить два батальона Королевских африканских стрелков и батарея из Кении для того, чтобы в случае войны освободить верблюжий корпус от удерживания оборонительных позиций для патрулирования оставшейся части Сомалиленда. Войска прибыли к 12 июля, что было большой задержкой.
До конца июля активных боевых действий в Сомалиленде не было. Верблюжий корпус совершил несколько удачных рейдов на пограничные посты Италии, практически все из них были успешными, несмотря на численное превосходство противника.

### Противостояние итальянскому вторжению в Сомалиленд
1 августа стали приходить сообщения о большой концентрации итальянских войск. 4 августа было начато наступление итальянцев на Харгейсу, они были атакованы моторной ротой корпуса, который нанёс им серьёзный урон. У итальянцев один бронеавтомобиль был подожжён, два повреждены из винтовок. 5 августа отряд корпуса в районе Добо был вынужден отступить из-за превосходящих сил противника.
8 августа итальянцы продолжили наступление на Харгейсу. На следующий день они столкнулись с передовым задерживающим отрядом, куда входила одна рота полка Северной Родезии и одного пулемётного отделения верблюжьего корпуса. Эта позиция была быстро захвачена тремя танками. В битве при Туг-Аргане пулемётная рота корпуса и три роты северородезийского полка защищали четыре холма, представляющие собой передовые защищённые районы.
Когда было принято решение эвакуировать почти все войска из Сомалиленда в Аден, местным сомалийцам из верблюжьего корпуса было предоставлена возможность либо эвакуироваться, либо остаться. Подавляющее большинство решило остаться, им разрешили сохранить у себя оружие.
Верблюжий корпус был расформирован. После победы над итальянцами в 1941 году корпус был сформирован вновь, а в 1943 году они были преобразованы в полк броневиков. В следующем году элементы этого отряда взбунтовались, после чего верблюжий корпус был расформирован окончательно.